# Stela Merenptaha

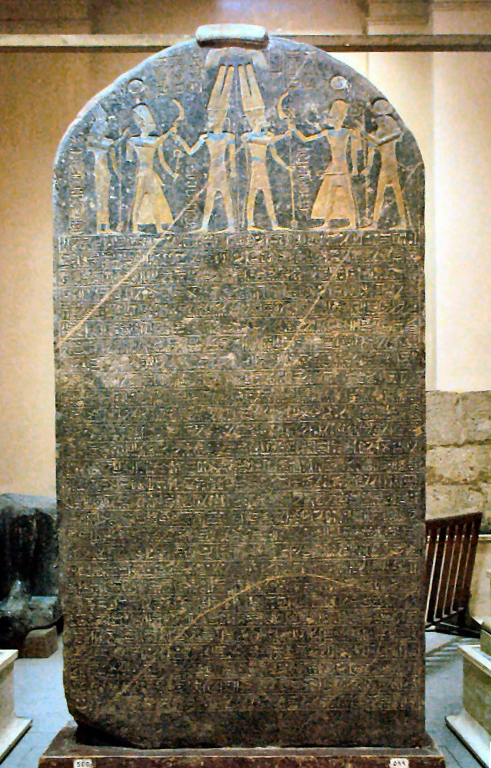
Stela Merenptaha

Stela Merenptaha (także stela Zwycięstwa Merenptaha lub stela Izraela) – starożytna stela pokryta reliefem i towarzyszącą mu inskrypcją, pochodząca z 5. roku panowania króla Merenptaha (XIX dynastia), 3. dnia 11. miesiąca. Według datowania sotisowego, rok sporządzenia dokumentu przypada na lata 1236–1233 p.n.e., lecz powszechnie stelę datuje się na okres 1224–1208 p.n.e. (zakładając heliakalny wschód Syriusza 3–7 dni wcześniej niż w roku 139 n.e.). Dla uproszczenia przyjmuje się datowanie inskrypcji na drugą połowę XIII wieku p.n.e.

## Tablica
Podczas wykopalisk przeprowadzanych w roku 1896 w Tebach, William F. Petrie odnalazł w świątyni grobowej Merenptaha stelę z czarnego granitu o wysokości 2,3 m. Po bliższych oględzinach okazało się, iż król ten wykorzystał tablicę z inskrypcją Amenhotepa III i nakazał wyryć na niej własny dokument.
W 1897 W.F. Petrie opublikował rysunki steli oraz wszystkich 28. linii tekstu w książce Six Temples at Thebes. Zabytek trafił do Muzeum Egipskiego w Kairze, gdzie przechowywany jest do chwili obecnej (przedmiot nr 34025).

## Treść

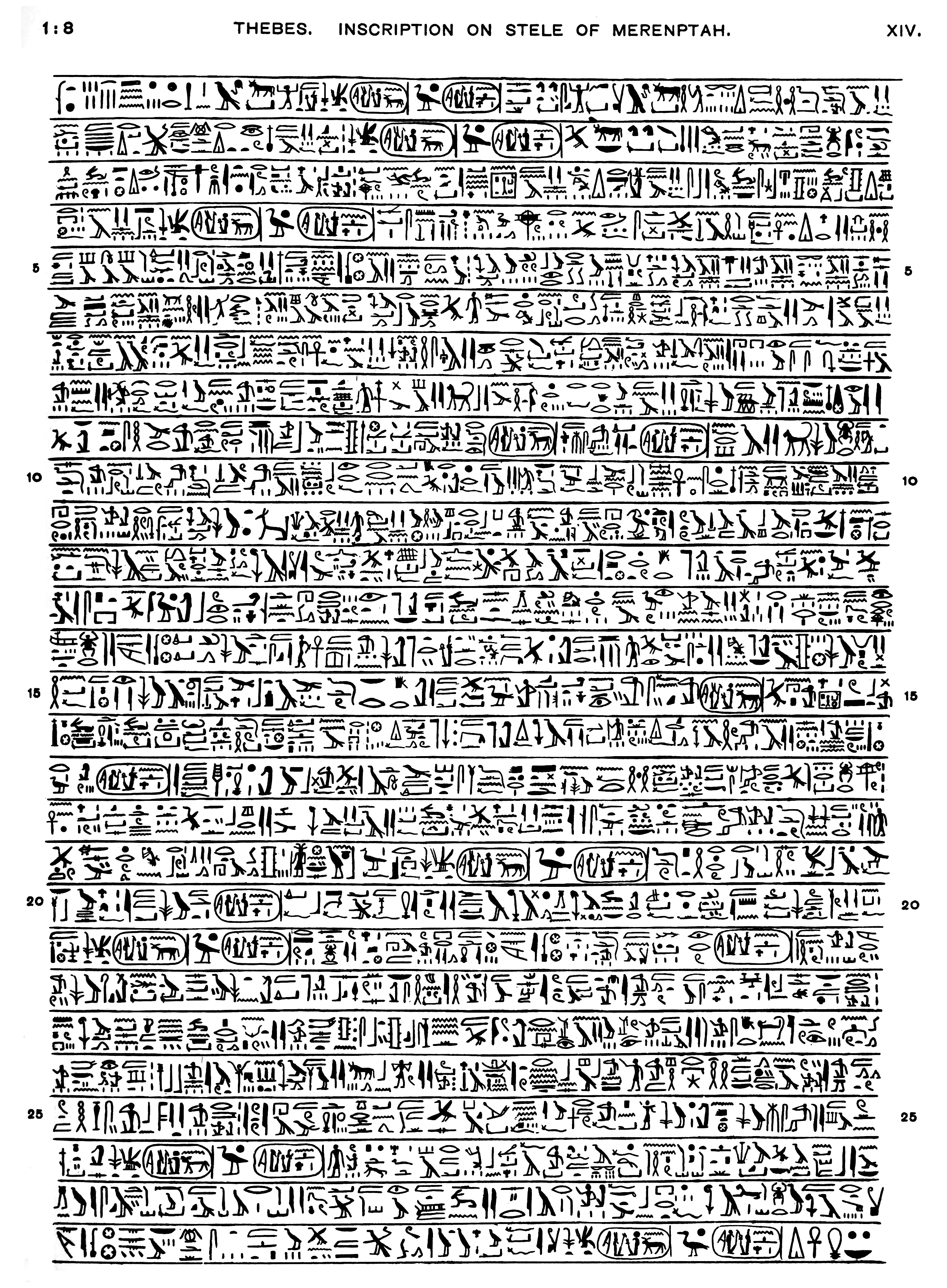
Treść steli w lustrzanym odbiciu

Stela opiewa zwycięstwo Merenptaha nad koalicją zawiązaną przez Libijczyków, którzy usiłowali najechać na starożytny Egipt.

### Ysyrial
Przy samym końcu inskrypcji Merenptah wymienił kilka państw, miast i obszarów z terenów Syropalestyny, które jakoby ujarzmił i zmusił do uległości. Najbardziej interesującą jest wzmianka dotycząca Izraela, jako że jest to jedyny bezsprzeczny przypadek użycia tej nazwy w starożytnych dokumentach egipskich:

Książęta leżą na twarzach mówiąc: „Litości!”. Nikt spośród Dziewięciu Łuków nie podnosi swej głowy. Spustoszenie dla Tehenu, Hatti jest uspokojony. Splądrowany jest Kanaan z wszelkim złem, uprowadzony Aszkelon, pochwycone Gezer, Janoam uczynione jak nieistniejące. Ysyrial jest zrujnowany, nie ma jego nasienia. Hurru stała się wdową dla Egiptu! Wszystkie ziemie razem, są one uspokojone. Każdy kto był niespokojny został związany.

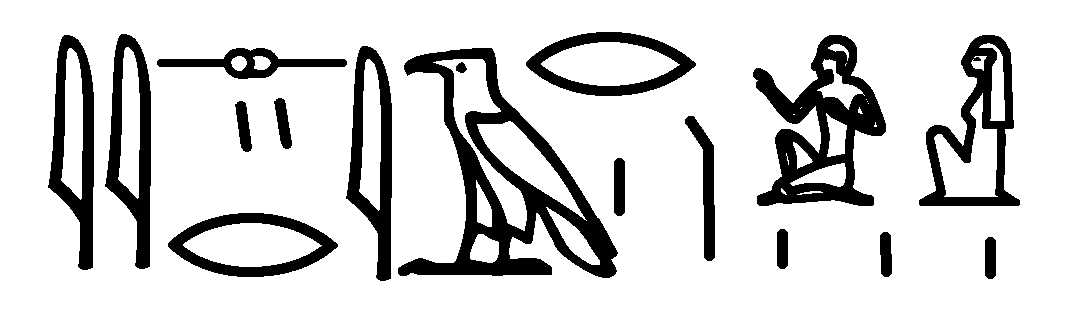
Hieroglificzny zapis słowa Ysyriar

Słowo transliterowane z zapisu hieroglificznego jako ysyrỉ3r [ysyriar] brzmi niemalże identycznie co hebrajskie ‏יִשְׂרָאֵל‎, czyli yšr'l [israel] (Egipcjanie nie odróżniali r od dźwięku l, którego nie posiadali w swoim języku). Część krytyków twierdziła, iż chodzi tu o miasto lub dolinę Jezreel, ‏יִזְרְעֶאל‎ [jizreel], lecz interpretacji tej przeczą determinatywy opisujące nazwę Ysyrial.

#### Determinatywy obcych nazw
We wszystkich przypadkach gdzie inskrypcja mówi o obcych państwach i terytoriach użyto determinatywów przedstawiających pałkę do miotania (o znaczeniu obcy, wrogi) oraz rząd wzgórz (o znaczeniu pustynia, obce terytorium). Dotyczy to:

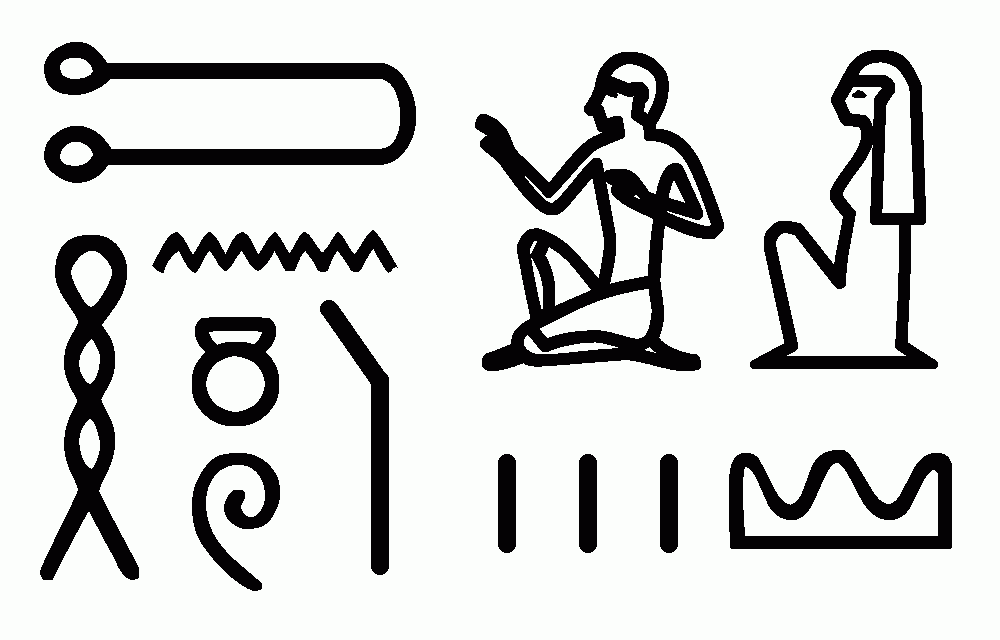
Państwo ludu Czehenu

- państw (np. Hatti, imperium Hetytów),
- regionów (np. Kanaan),
- miast (np. Aszkelon).

Gdyby Ysyrial było egipską formą semickiego Jizreel (jako miasta bądź doliny), wówczas znak trzech wzgórz zostałby umieszczony na końcu zwrotu.
W przypadku Libijczyków (Czehenu) zastosowano jeszcze trzeci determinatyw o znaczeniu ludzie, naród (mężczyzna, kobieta oraz trzy kreski wyrażające liczbę mnogą), przez co nazwa Czehenu nabrała znaczenia państwo/kraj/teren obcego narodu. Podobnie określone zostało słowo Ysyrial, lecz nie ma przy nim determinatywu oznaczającego obce państwo lub terytorium. Mogłoby to oznaczać jedynie taki naród, który nie jest związany z żadnym terytorium lub też nie posiada własnego państwa.

#### Izrael predynastyczny
Stela Merenptaha w bardzo ciekawy sposób potwierdza wielowiekowe istnienie predynastycznego Izraela (co najmniej w okresie XIII—XI p.n.e.), gdyż Ysyrial został ukazany w inskrypcji jako naród pozbawiony własnego króla, państwa czy administracji.
Takiej interpretacji sprzeciwia się część uczonych, szczególnie spośród badaczy arabskich, którzy obawiają się wykorzystywania przez współczesny Izrael danych archeologicznych potwierdzających wczesną obecność Hebrajczyków na terenie Palestyny dla celów politycznych. Końcowy fragment inskrypcji od momentu publikacji w 1897 aż do chwili obecnej wzbudzał wiele emocji, co można zaobserwować w nieustannych próbach skojarzenia nazwy Ysyrial z jakimkolwiek innym narodem niż Izraelici.